# Siebzehn
Die Siebzehn (17) ist die natürliche Zahl zwischen Sechzehn und Achtzehn. Sie ist ungerade und eine Primzahl.

## Mathematik

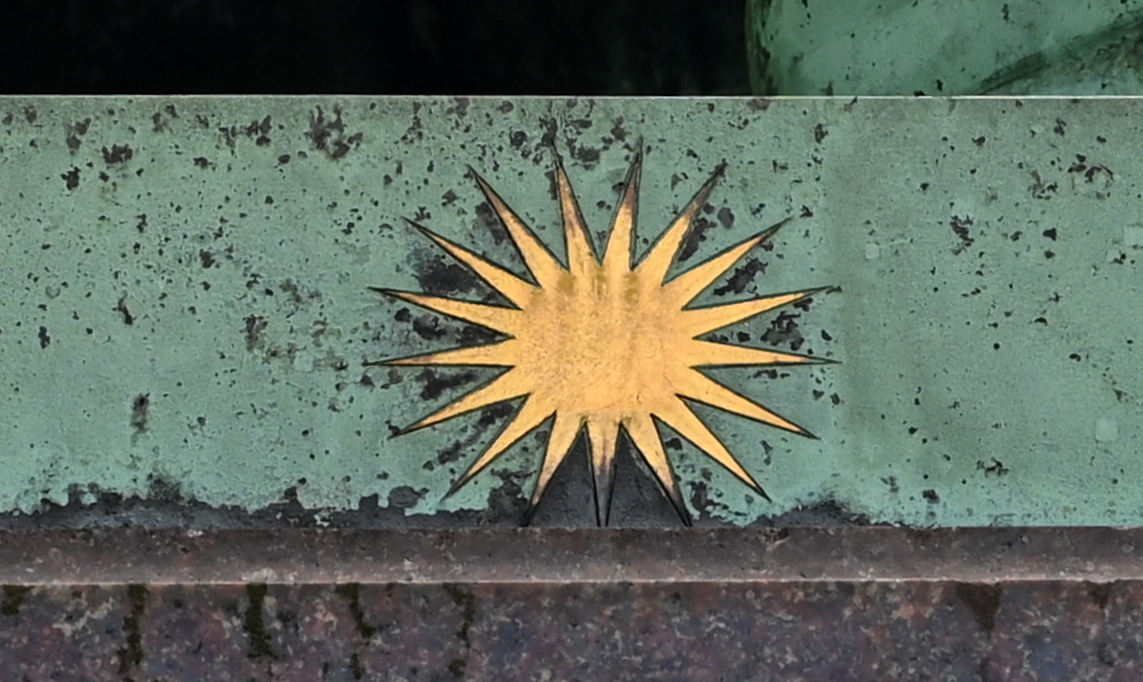
Das Gauß’sche 17-Eck auf dem Sockel des Gauß-Denkmals in Braunschweig

Die Siebzehn ist die siebte Primzahl und die dritte Fermat-Zahl. Sie ist auch der Exponent der sechsten Mersenne-Primzahl.
Carl Friedrich Gauß hat mit neunzehn Jahren entdeckt, dass die Darstellung der Zahl 17 als Fermatsche Primzahl ermöglicht, das regelmäßige Siebzehneck mit Lineal und Zirkel zu konstruieren.
Siebzehn ist die Anzahl der kristallographischen Gruppen in der Ebene (also das zweidimensionale Pendant zu den 230 Raumgruppen im Dreidimensionalen). Alle diese 17 Symmetrieformen sind in den Dekorationen der Alhambra künstlerisch realisiert.
Außerdem ist Siebzehn die zweite Generatorzahl; aus ihr erhält man die zyklische Zahl 0588235294117647, deren Ziffern bei Multiplikation mit einer beliebigen natürlichen Zahl von 1 bis 16 nur eine andere zyklische Permutation bilden.
Pythagoras hasste die 17, da sie die 16 von ihrem Epogdoon trennt.

## Geschichte und Gesellschaft
In Italien hat die Siebzehn eine der Dreizehn in anderen Ländern entsprechende Bedeutung als Unglückszahl; traditioneller Unglückstag ist dort entsprechend Freitag der Siebzehnte. In Italien wird in Gebäuden häufig keine 17. Etage gezählt, in vielen Flugzeugen, bspw. der Alitalia, fehlt eine 17. Reihe. Der französische Autohersteller Renault vertrieb sein Modell R17 in Italien als R177.
Der Unglückscharakter der Siebzehn in Italien wird aus einem Anagramm der römischen Zahl Siebzehn (XVII) zu VIXI gedeutet, das im Lateinischen bedeutet ich habe gelebt (1. Person Perfekt), also ich bin tot. Weiter wird die 17 mit der Nummer eine der drei römischen Legionen (XVII, XVIII und XIX) in Verbindung gebracht, die bei der Varusschlacht von den Cheruskern geschlagen wurden. Während bei der 18 und 19 dieser Bezug in Vergessenheit geraten ist, zeugt noch die Besonderheit der italienischen Zählweise von sedici zu diciassette von der Besonderheit dieser Zahl.
Außerdem soll nach Genesis 7,11 im sechshundertsten Jahre des Lebens Noahs, im zweiten Monat, am siebzehnten Tage des Monats die Sintflut eingesetzt haben. Eine weitere Erklärung ist der Umstand, dass die Siebzehn, wenn die erste Ziffer etwas kleiner und unter der zweiten ausgeschrieben wird (17), einem Galgen mit einem Gehängten gleichen soll.
Zur Rechtsgeschichte siehe: 17-Artikel-Verfassung, Siebzehn Regeln des Enjuin bzw. Siebzehner-Entwurf.

## Kultur, Literatur, Musik und Geistesleben
- Die traditionelle japanische Gedichtform des Haiku besteht aus siebzehn Lauteinheiten (Moren).

Musik
- 17 Hippies, 1995 gegründete deutsche Band aus Berlin.
- Das Alter von 17 Jahren findet sich in Schlagern wie:
  - Mit 17 hat man noch Träume (Peggy March)
  - Siebzehn Jahr, blondes Haar (Udo Jürgens)
  - Du kannst nicht immer siebzehn sein (Chris Roberts)

Filme und Serien
- Nummer siebzehn (Number Seventeen), Spielfilm von Alfred Hitchcock (1932), dessen Titel auf eine Hausnummer anspielt.
- Siebzehn – Vier Mädchen machen einen Mann, dänischer Spielfilm von Annelise Meineche (1965)
- Siebzehn Jahr, blondes Haar, deutsch-italienischer Musikfilm von Franco Montemurro (1966)
- Siebzehn Augenblicke des Frühlings, sowjetischer TV-Zwölfteiler von Tatjana Liosnowa (1973)
- Mit Siebzehn, französisches Filmdrama von André Téchiné (2016)
- Siebzehn, österreichischer Spielfilm von Monja Art (2017)

Sonstiges
- Siebzehn gewinnt Würfelspiel, Siebzehn und Vier Kartenspiel.
- Ähnlich wie für die Zahl Siebenunddreißig gibt es auch für Siebzehn die Sammelleidenschaft bzw. Partikularinteresse für Gegenstände oder Besonderheiten, welche die Zahl enthalten (siehe auch unter Weblinks "Informationsseite ausschließlich zur Zahl 17").[1]

## Sprachliches
„Auf 17 gehen“ ist eine unter Kollegen im Einzelhandel verbreitete humoristische Umschreibung, gemeint ist der Gang zur Toilette.
Mit „Trick 17“ beschreibt man Lösungswege bei Problemen, die originell, speziell oder einfach nur verblüffend sind.
Als „Siebzehner“ bzw. „17er-Schlüssel“ (eigentlich ein Werkzeugschlüssel mit einer Schlüsselweite von 17 mm) wird umgangssprachlich – vor allem bei Schlossern, Mechanikern, Installateuren und verwandten Berufen – der (Bier-)Flaschenöffner bezeichnet.